# Conhecimento geral

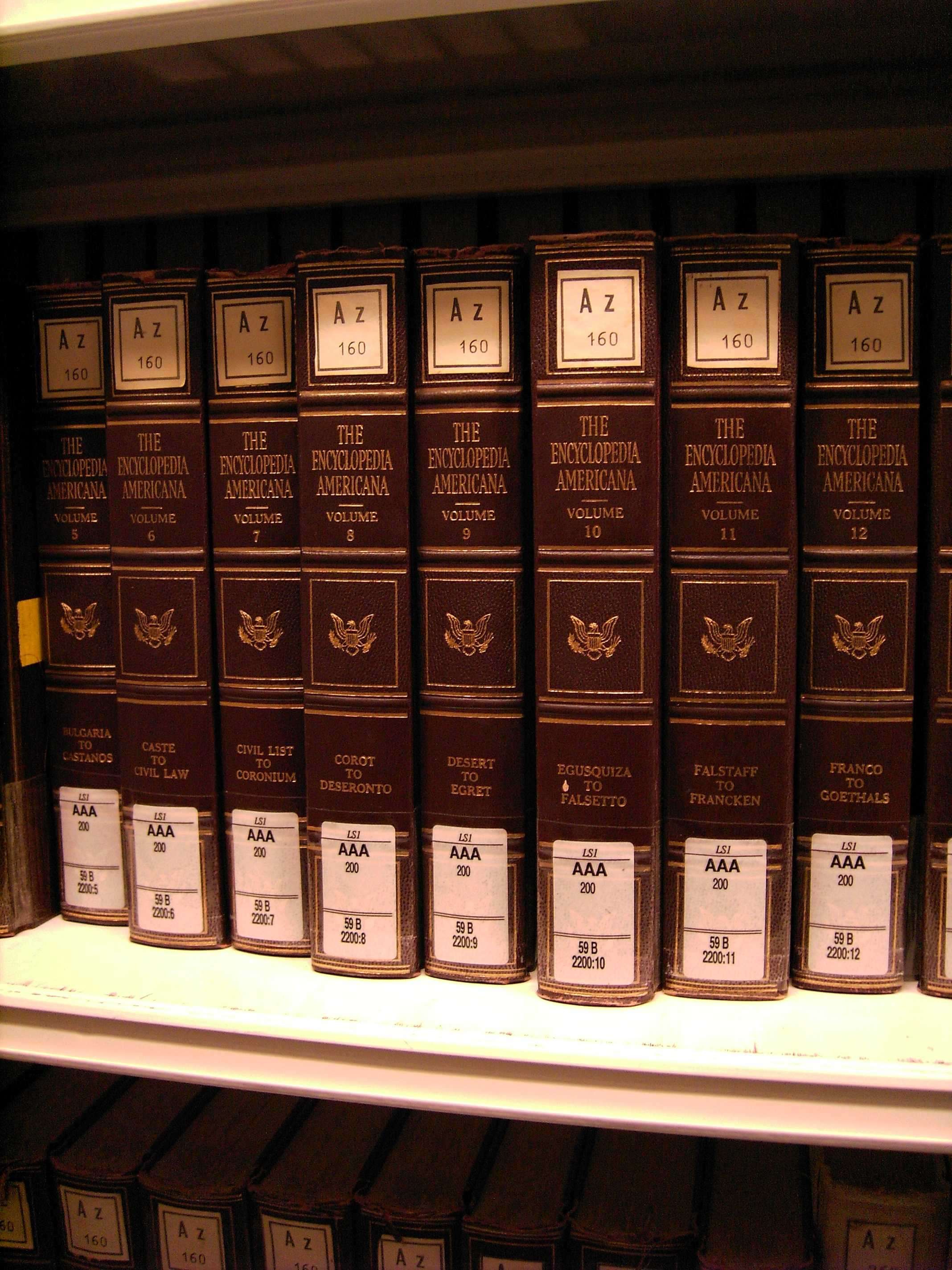
Uma enciclopédia é um repositório de conhecimento geral

Conhecimento geral é a informação a qual foi acumulada ao longo do tempo através de diversos meios. Ele exclui o aprendizado especializado que só pode ser obtido com um treinamento prolongado e informações confinadas a um único meio. O conhecimento geral é um componente essencial da inteligência cristalizada. Ele está fortemente associado à inteligência geral e à abertura à experiência.
Estudos descobriram que pessoas as quais possuem alto conhecimento em um determinado domínio tendem a conhecer vários outros. Acredita-se que o conhecimento geral seja apoiado pela memória semântica de longo prazo. O conhecimento geral também sustenta esquemas para a compreensão textual.  Em uma pesquisa em 2019, foi-se descoberto que os neozelandeses dispunham de lacunas "preocupantes" em seus conhecimentos gerais.

## Diferenças individuais

### Inteligência
Pessoas com altas pontuações em testes de conhecimentos gerais também possuem uma tendência a pontuar bem em testes de inteligência. Descobriu-se que o QI prediz de maneira sólida as pontuações de conhecimento geral, mesmo depois que as diferenças  de idade, sexo e traços de personalidade do modelo dos cinco fatores tenham sido levadas em conta. No entanto, vários testes de conhecimento geral são projetados no intuito de se criar uma distribuição normal de respostas, produzindo uma curva em forma de sino.
O conhecimento geral também está moderadamente associado à habilidade verbal, embora apenas precariamente ou nada associado à habilidade numérica e espacial.  Assim como acontece com a inteligência cristalizada, descobriu-se que o conhecimento geral intensifica-se com a idade.

### Memória semântica de longo prazo
O conhecimento geral é armazenado como memória semântica. A maior parte da memória semântica é preservada durante a velhice, embora a existência de déficits na recuperação de certas palavras específicas relacionadas ao envelhecimento seja uma realidade.  Além disso, o estresse ou diversos níveis emocionais podem afetar negativamente a recuperação da memória semântica.

### Personalidade
Pessoas com elevado conhecimento geral tendem a ser altamente abertas a novas experiências e ao típico envolvimento intelectual. A relação entre a abertura para a experiência e o conhecimento geral permanece firme, mesmo quando o QI é levado em consideração. Pessoas com um elevada abertura tem a possibilidade de serem mais motivadas a se envolverem em atividades intelectuais as quais aumentam seu conhecimento. As relações entre o conhecimento geral e outras características do modelo de cinco fatores possuem uma tendência a serem fracas e inconsistentes. Ainda que um estudo tenha descoberto que a extraversão e o neuroticismo foram correlacionados negativamente com o conhecimento geral, outros descobriram que eles não estavam relacionados. Resultados inconsistentes também foram encontrados para a conscienciosidade.

## Indicador de conquista
Uma série de estudos avaliaram se o desempenho em um teste de conhecimentos gerais teria a capacidade de prever o desempenho em áreas específicas, nomeadamente acadêmicas, revisão textual, e criatividade.

### Desempenho acadêmico
Foi descoberto em um estudo com crianças britânicas que o conhecimento geral prediz os resultados de exames.  O estudo examinou a capacidade cognitiva e os indicadores de personalidade do desempenho no exame e descobriu que o conhecimento geral foi positivamente correlacionado com o Inglês GCSE, com a matemática e com os resultados gerais do exame. As pontuações dos testes de conhecimentos gerais anteviram os resultados dos exames, mesmo após do controle do QI, dos traços de personalidade do modelo de cinco fatores e dos estilos de aprendizagem.

### Revisão textual
Foi-se descoberto que o conhecimento geral prediz de maneira sólida as habilidades de revisão textual em estudantes universitários. Um estudo descobriu que a revisão possuía uma maior correlação com o conhecimento geral do que quando comparado a inteligência geral, raciocínio verbal ou abertura à experiência. Em uma análise de regressão múltipla utilizando o conhecimento geral, a inteligência geral, o raciocínio verbal, os cinco fatores da personalidade e estilos de aprendizagem como indicadores, somente o conhecimento geral foi um indicador significativo.

### Criatividade
Descobriu-se que o conhecimento geral apresenta associações fracas com medidores de criatividade.  Em um estudo o qual realizou o exame das contribuições da personalidade e da inteligência para a criatividade, o conhecimento geral foi positivamente interligado com testes de pensamento divergente, todavia não foi relacionado a uma medida biográfica de conquista criativa, criatividade autoavaliada ou uma medida composta de criatividade. A associação entre o conhecimento geral e o pensamento divergente tornou-se insignificante ao controlar a inteligência fluida.

## Game shows e quizzes
Diversos game shows utilizam questões de conhecimento geral para fins de entretenimento. Game shows tais quais o Quem Quer Ser Milionário? e Quinze para Um centralizam suas perguntas em conhecimentos gerais, enquanto outros programas possuem um maior enfoque de suas questões em assuntos específicos. Alguns programas fazem perguntas tanto sobre assuntos específicos quanto sobre conhecimentos gerais, incluindo Eggheads e <i id="mwhQ">Mastermind</i>. Em Mastermind competidores escolhem seu próprio "assunto específico" antes de responderem as perguntas de conhecimentos gerais, em oposição ao Eggheads, no qual os assuntos são escolhidos aleatoriamente.

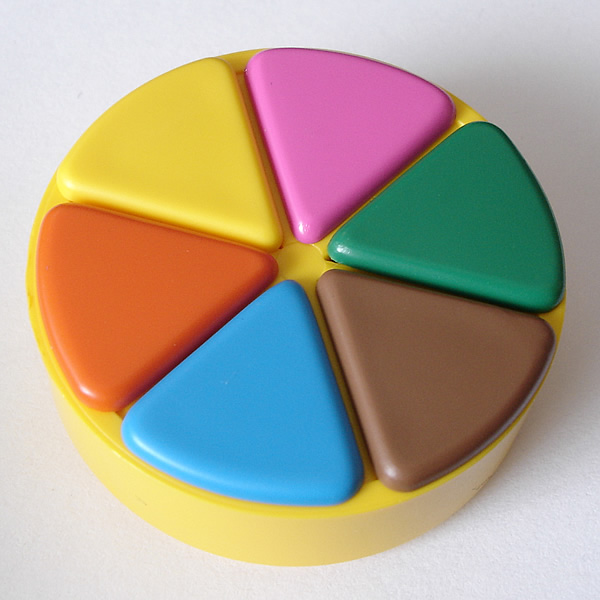
Perguntas retiradas do jogo Trivial Pursuit foram utilizadas em uma série de experimentos psicológicos relativos ao conhecimento geral.